# Bohrlochpfeife

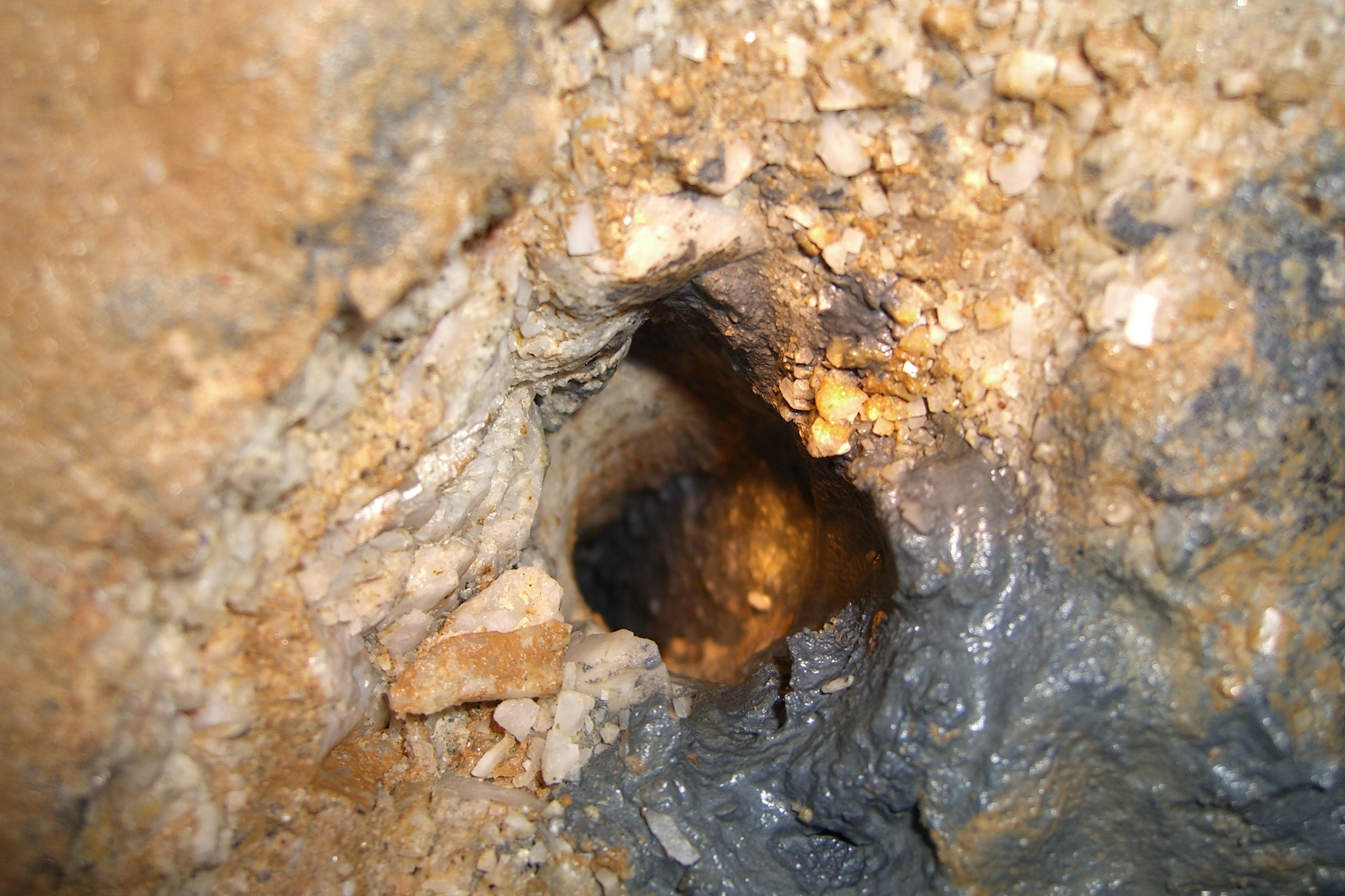
Bohrlochpfeife mit Schwarzpulverresten Bergwerk Suggental, ca. 1785

Als Bohrlochpfeife oder Bohrpfeife, auch Pfeife, Fuchs oder Büchse bezeichnet man im Bergbau und im Tunnelbau, den hinteren Teil eines Sprengbohrloches, der nach dem Schießen stehen geblieben ist. Da von Bohrlochpfeifen eine Gefahr für die Personen, die im Bereich der Sprengstelle arbeiten, ausgeht, sollte das Entstehen von Bohrlochpfeifen möglichst vermieden werden. Bohrlochpfeifen, die noch Sprengstoff enthalten, gelten nach Bergrecht als Versager und sind dementsprechend zu behandeln.

## Entstehung
Eine Detonation kann in einem Sprengbohrloch aus verschiedenen Gründen zum Stillstand kommen. Zunächst einmal ist es bei einer Sprengung entscheidend, an welcher Stelle der Sprengstoffsäule die Schlagpatrone bzw. der Zünder platziert wird. Wird der Zünder im Bereich des Bohrlochmundes platziert, kann es zum Teilversagen der Nachbarladung kommen. Diese Problematik besteht insbesondere dann, wenn bei einer Massenzündung vom Bohrlochmund gleichzeitig Moment- und Zeitzünder mit Zündschnur gezündet werden. Der zuerst detonierende Schuss kann dadurch zum Abreißen der Nachbarladung führen, was zur Folge hat, dass die restliche Sprengstoffsäule nicht mehr zündet und als Teilversager im Bohrloch verbleibt. Diese Sprengstoffe gelten als unbrauchbare Sprengmittel und dürfen nicht wieder verwendet werden. Um das Abreißen zu vermeiden, sollten die Zünder möglichst nicht im Bereich des Bohrlochmundes platziert werden. Aber selbst hierbei kann es unter bestimmten Umständen zu Bohrlochpfeifen kommen. Wird der Abstand von 0,5 Meter zwischen den einzelnen Ladungen im Bohrlochtiefsten unterschritten, kann es zu Überschlägen zwischen den einzelnen Säulen kommen, was letztendlich dazu führt, dass der Abschlag spätestens beim zweiten Mal abbricht. Bei mangelhaftem, nicht festsitzendem Besatz, kommt es vor, dass die Ladung nicht die gewünschte Wirkung erzielt, sondern nur den Besatz herausschleudert, ohne das Gestein zu sprengen. Der Bergmann bezeichnet dann solche fehlerhaften Schüsse als Ausbläser.

## Gefahren und Umgang mit Bohrlochpfeifen
Von Bohrlochpfeifen gehen Gefahren für die Bergleute aus, da sich in ihnen noch Sprengstoffreste befinden können. Auch können sich in ihnen, je nach Form des Versagers, noch ganze Patronen befinden. Die besondere Gefahr liegt darin, dass diese Bohrlochpfeifen häufig für sprengstofffrei gehalten werden. Beim Bereißen oder wenn die Pfeifen angebohrt werden, kann der in der Pfeife befindliche Sprengstoff dann explodieren. Die Gefahr besteht sogar, wenn sich nur Sprengstoffreste oder ausgetretene Sprengstofföle in der Bohrlochpfeife befinden. Die Gefahr von Sprengstoffresten ist nur bei Zündungen im Bohrlochtiefsten sehr unwahrscheinlich. Aufgrund der von ihnen ausgehenden Gefahren ist das Ausbohren, Auskratzen oder Tieferbohren von Bohrlochpfeifen bergrechtlich verboten. Es gibt auch Bergreviere, in denen es vorgeschrieben ist, dass die Bohrlochpfeifen vor der Wiederaufnahme der Bohrarbeiten mit Holzpflöcken verschlossen werden müssen. Das einfachste Mittel, eine Bohrlochpfeife zu beseitigen, ist das Einführen einer neuen Schlagpatrone, um damit den noch vorhandenen Sprengstoff zur Detonation zu bringen. Allerdings besteht die Gefahr, dass der in der Bohrlochpfeife befindliche Sprengstoff brennt. Dieses ist insbesondere bei Ausbläsern der Fall. Auch ist es oftmals aufgrund der stark reduzierten Länge der Bohrlochpfeife nicht möglich, diese neu zu besetzen. In mehreren Bergrevieren ist das erneute Laden der Bohrlochpfeifen zudem bergrechtlich verboten. So verbietet z. B. die Richtlinie für den Umgang mit Sprengmitteln vom sächsischen Oberbergamt das erneute Laden von Bohrlochpfeifen. Auch das Ausspülen der Bohrlochpfeife mit Wasser ist wenig hilfreich, da das in Sprengstoffen enthaltene Sprengöl nicht wasserlöslich ist und somit nicht herausgespült werden kann. Hier bleibt nur noch die Möglichkeit, einen Hilfsschuss neben der Bohrlochpfeife abzutun. Das hierfür zu erstellende Bohrloch muss soweit von der Bohrlochpfeife entfernt in einer Richtung gebohrt werden, dass sich die beiden Löcher nicht berühren.